# To Hell with the Kaiser!
To Hell with the Kaiser! (Alternativtitel The Hell with the Kaiser) ist ein amerikanischer Stummfilm aus dem Jahr 1918 von Regisseur George Irving. Der Film wurde von Screen Classics Productions produziert und von Metro Pictures vertrieben. Der Film gehört zur Kategorie der verschollenen Filme.

## Handlung
Nach dem Tod des Kaisers Friedrich III. wird sein Sohn Wilhelm von Hohenzollern deutscher Kaiser. Der neue Kaiser schließt einen Pakt mit dem Teufel. Er verschreibt ihm seine Seele, um im Gegenzug die Weltherrschaft zu erlangen. Während der Invasion Belgiens durch deutsche Truppen im Ersten Weltkrieg trifft der deutsche Kronprinz Ruth Monroe, die Tochter eines amerikanischen Erfinders, der ein geräuschloses, drahtloses Kommunikationsgerät entwickelt hat. Der Kronprinz vergewaltigt Ruth in einer Kirche. Als ihr Vater den Kronprinzen anklagen will, wird er brutal ermordet. Seine zweite Tochter Alice schwört, den Tod ihres Vaters zu rächen. Alices Verehrer Winslow Dodge ist ein amerikanischer Kampfflieger. Alice informiert Winslow durch das drahtlose Kommunikationsgerät über die Geschehnisse. Über ihren Freund, den Schauspieler Robert Graubel, der den Kaiser bei verschiedenen Gelegenheiten als Doppelgänger vertritt, versucht Alice an den Kronprinzen heranzukommen. Das deutsche Dorf, in dem sich der Kaiser aufhält, wird von den amerikanischen Fliegern bombardiert. Danach wird der Kaiser von den Alliierten gefangen genommen. Während er in ein Kriegsgefangenenlager gebracht wird, tötet Alice den Kronprinzen. Verzweifelt begeht der Kaiser Selbstmord und schickt seine Seele damit in die Hölle. Als der Teufel in der Hölle auf den deutschen Kaiser trifft, dankt er sofort zu Wilhelms Gunsten ab und überlässt ihm seinen Thron. Denn die Höllenqualen, die der Kaiser den armen Seelen bereitet, sind viel heftiger, als sie sich der Teufel je ausdenken hätte können.

## Hintergrund

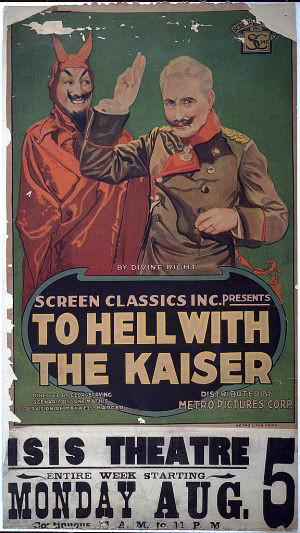
Filmplakat zu dem Film To Hell With the Kaiser! aus dem Jahr 1918

Der Erste Weltkrieg brachte ab 1914 das Genre des Propagandafilms hervor. Film und Kino gewannen einen zunehmenden Einfluss auf das gesellschaftliche Leben. Der Film verstärkte mit seinen Mitteln die Denkweise und Gefühle der Menschen und versuchte, sie in eine propagandistische Richtung zu lenken, die die Ziele der einzelnen Kriegsparteien unterstützte.
So stellen Kriegsfilme häufig ihre Handlungen in den Kontext realer Ereignisse, sie können sich auch als authentische Dokumente des Krieges darstellen.
Das Kino gewann in dieser Zeit als Massenunterhaltung an Bedeutung und spielte somit eine große Rolle bei der Vermittlung von patriotischer bzw. politischer Anliegen. Zu der Zeit, als ganz Europa äußerst besorgt über den Kriegsverlauf war und enorme politische Spannungen erlebte, versuchten sich die Vereinigten Staaten von Amerika vorerst vom Weltkonflikt fernzuhalten.
Der erste Propagandafilm wurde 1916 in Großbritannien produziert, und bis Ende 1918 wurden kleinere Dokumentarfilme über den Krieg durch das Cinematograph Office geschaffen.
Die britische Propaganda versuchte mittels erfundener oder übertrieben dargestellter Gräueltaten der Deutschen, die Vereinigten Staaten in den Krieg zu ziehen, die wiederum keine Gelegenheit hatten, den Wahrheitsgehalt und die Richtigkeit dieser Nachrichten zu überprüfen.
Im Jahr 1917 wurde die Filmabteilung unter dem Committee on Public Information (CPI) erschaffen, um einerseits Propagandafilme in den Vereinigten Staaten zu produzieren und andererseits ausländische Filme zu zensieren.
Die Abteilung für Filme wurde ebenfalls geschaffen, um mit Filmen von Army Signal Corps-Kameramännern umzugehen. Es wurden keine kommerziellen Filme veröffentlicht. Urban’s Kineto Company of America bearbeitete, verarbeitete und druckte die Filme des CPI, darunter „Pershing’s Crusaders“ and „Under Four Flags“. Ähnlich wie in Großbritannien ging das Interesse der Amerikaner an Langfilmen zugunsten von Wochenschauen und Kurzfilmen zurück. Dies erwies sich auch als rentabler, obwohl selbst amerikanische Zuschauer britische Kriegsfilme bevorzugten.
Der amerikanische Film im Ersten Weltkrieg bot ein äußerst stereotypes Feindbild. Es gab keine konkrete Haltung, den Propagandafilm vorzustellen. In Amerika hatte die Bedeutung des Wortes Propaganda in dieser Zeit einen abwertenden Charakter. Der amerikanische Spielfilm war ziemlich naiv und versuchte nicht, den Krieg als Symbol für das Bewusstsein des Betrachters für die Verbindung zwischen Heimat und Front zu verwenden. Noch 1914 wurde der Begriff Propaganda verwendet, um Praktiken der katholischen Kirche zu beschreiben, um Konvertiten im Ausland zu gewinnen. Ab 1919 wurde Propaganda mit Lügen in Verbindung gebracht, die vor allem die Regierung gegenüber ihren eigenen Bürgern einsetzen.
Amerikanische Propagandisten im Ersten Weltkrieg konzentrierten sich nur auf Kaiser Wilhelm II. als Hauptfeind und den „vertierten deutschen Hunnen“. Propagandisten betrachteten Österreich-Ungarn nicht als Feind, das Osmanische Reich dafür umso mehr. Die Reduzierung des Feindbildes auf eindimensionale deutsche Barbaren führte unweigerlich zu einer viel gröberen Natur dieser Propagandabemühungen.
So enthielten viele Filme ein Propagandabild des Ersten Weltkrieges, hatten Germanophobie in der Natur und präsentierten den deutschen Kaiser Wilhelm II. als Hauptschurken des Ersten Weltkrieges.
Knapp vor Kriegsende 1918 kamen Filme wie „The Beast of Berlin“, „My Four Years in Germany“ sowie „To Hell with The Kaiser!“ in die Kinos.

## Rezeption
Der am Ende des Ersten Weltkrieges gedrehte Film gehört neben anderen Kriegsfilmen, wie „The Kaiser,the Beast of Berlin“, „The Heart of Humanity“, „Yankee Doodle in Berlin“ und „Herz der Welt“ zu einem populären Genre der Zeit, einem Propagandafilm aus der Kriegszeit. In solchen Filmen, deren Hauptthemen die Ausbeutung und Unantastbarkeit der alliierten Beziehungen zwischen Frankreich und Anglo-Amerikanern waren, wurde über die Gräueltaten der Gegner erzählt. Die Deutschen stellten sie als unmenschliche Barbaren dar, die deutsche Führung wurde von Geisteskranken vertreten, die anfingen, mit den Soldaten zu spielen, und der Kaiser war ein unzulänglicher Mensch, ein Räuber und das Höllengeschöpf. Im Gegensatz dazu waren die belgischen und englisch-französischen Soldaten tapfere, fast epische Helden.
Während die Ententefilme in ihrer propagandistischen Anstiftung immer aggressiver wurden, geschah die Schaffung der deutschen Filmpropaganda zu spät. Vor dem Konflikt gab es nur wenige deutsche Filmfirmen, aber mit der zunehmenden Beliebtheit von Propagandafilmen im Ausland und der britischen Blockade begann auch das Deutsche Reich, seine Produkte zu produzieren, und 1919 gab es bereits fast 250 Filmfirmen. Die meisten von ihnen produzierten viele stark pro-deutsche Dokumentarfilme, bei denen der Krieg als notwendige nationale Aufgabe erscheinen sollte, die zu einem siegreichen Ende mit fast teleologischer Konsequenz führen musste.
Von Anfang an fehlte es jedoch an einer sinnvollen Koordination, um die deutsche Propaganda auf einheitliche Bahnen zu lenken.
Zunächst war ein großer Teil der deutschen intellektuellen Elite sowie des Militärs sehr überzeugt von ihrer eigenen militärischen Stärke und der Krieg dauerte länger als sie erwartet haben. So war die deutsche Propaganda wegen fehlender Innovation und mangelnder Publikumsorientierung im Ersten Weltkrieg nicht so erfolgreich.
Letztendlich gingen alle Bemühungen in der ersten Hälfte des Krieges, Film als Propagandamittel im Ausland einzusetzen, nicht über individuelle und unkoordinierte Bemühungen hinaus.